# Stazione di Pforzheim Centrale

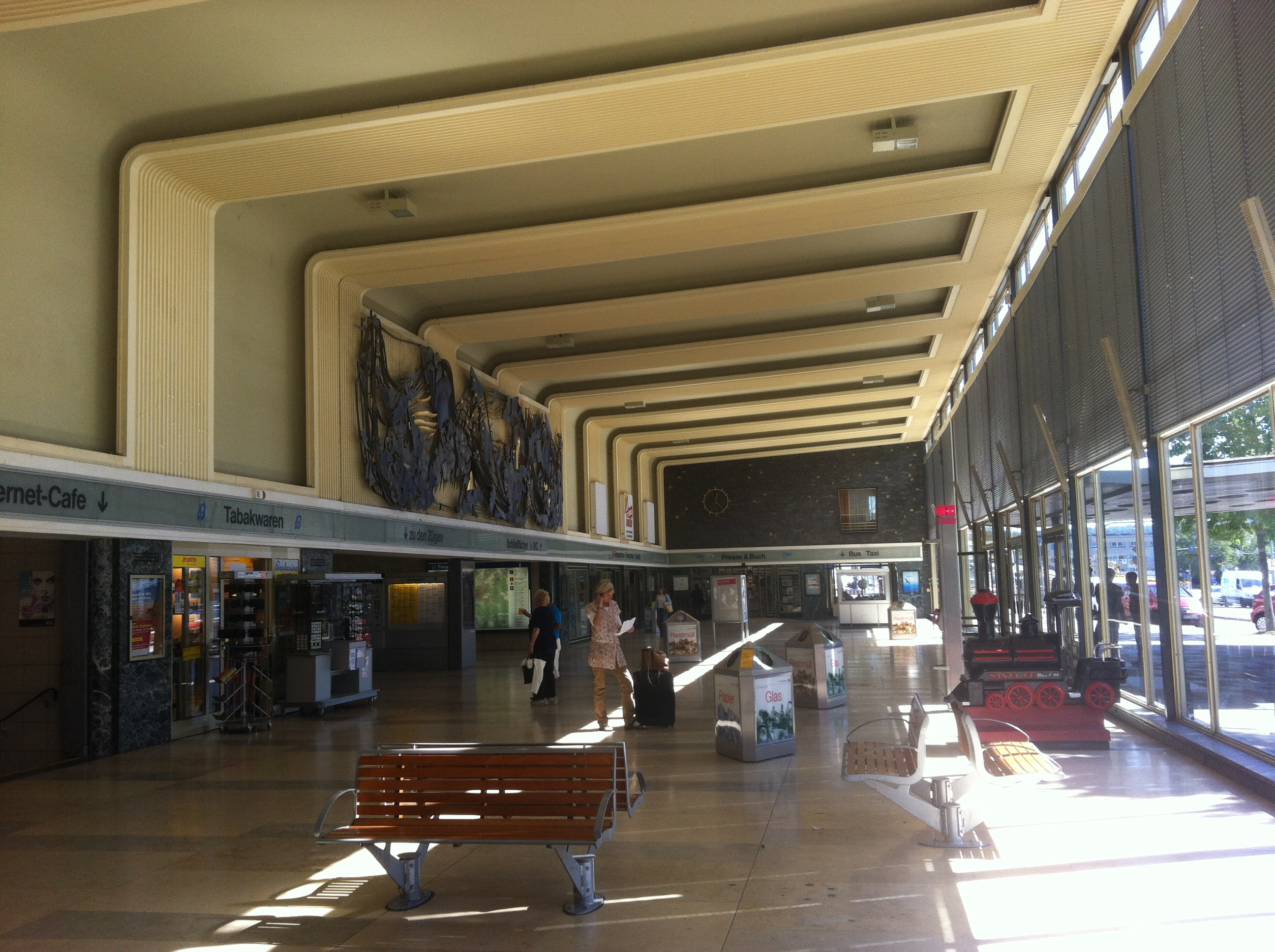
Il salone interno

La stazione di Pforzheim Centrale (in tedesco Pforzheim Hbf) è la principale stazione ferroviaria della città tedesca di Pforzheim.
Essa è posta sulla linea Karlsruhe-Mühlacker, ed è origine delle linee per Bad Wildbad («Enztalbahn») e per Horb («Nagoldtalbahn»).

## Storia
La stazione di Pforzheim venne costruita come parte della linea Durlach-Mühlacker, attivata il 4 luglio 1861 per la tratta da Wilferdingen a Pforzheim, e il 29 maggio 1863 per la tratta successiva da Pforzheim a Mühlacker.
Il fabbricato viaggiatori, completato nel 1862, fu realizzato in stile neoclassico adeguato all'importanza della città nota per la sua arte orafa.
Alcuni anni dopo vennero attivate due ulteriori linee: la Enztalbahn l'11 luglio 1868, e la Nagoldtalbahn il 1º giugno 1874.
Durante la seconda guerra mondiale il fabbricato viaggiatori venne distrutto; fu sostituito da un nuovo edificio in stile moderno, di aspetto simile a quelli delle coeve stazioni di Aschaffenburg, di Heilbronn e di Göppingen.
Il nuovo fabbricato, aperto nel giugno 1958, venne giudicato molto elegante, e per la sua importanza architettonica fu posto nel 1989 sotto tutela monumentale (Denkmalschutz).

## Strutture e impianti
Il fabbricato viaggiatori, in stile moderno, fu progettato dall'architetto Helmut Conradi.
Esso si caratterizza per la facciata vetrata, antistante alla quale si erge una tettoia in color oro, in riferimento alla tradizione orafa della città. Il salone interno è rivestito in marmo ed è ornato da un rilievo di Josef Karl Huber a tema "La città dell'oro alla porta della Foresta Nera" (Goldstadt an der Schwarzwaldpforte).

### Esplicative
1. ↑  Abbreviazione di Pforzheim Hauptbahnhof, letteralmente «Pforzheim stazione principale».

### Bibliografiche
1. 1 2 3 4  Berger (1988), p. 150.
2. 1 2 3  Schack e Langner (2004), p. 43.
3. ↑  Schack e Langner (2004), p. 187.
4. 1 2  Schack e Langner (2004), p. 45.